# Misilus
Misilus es un género de foraminífero bentónico de estatus incierto, aunque considerado un sinónimo posterior de Globulina o de Polymorphina de la subfamilia Polymorphininae, de la familia Polymorphinidae, de la superfamilia Polymorphinoidea, del suborden Lagenina y del orden Lagenida. Su especie-tipo era Misilus aquatifer. Su rango cronoestratigráfico abarcaba el Holoceno.

## Discusión
Clasificaciones previas incluían Misilus en la superfamilia Nodosarioidea.

## Clasificación
Misilus incluía a la siguiente especie:
- Misilus aquatifer